# Рубеж Севера
Рубеж Севера (РС) – националистическая организация, существовавшая в Республике Коми. Образована в мае 2008 года.
У организации были два штаба – в Сыктывкаре и Воркуте. Ячейки
организации были в Межадоре, Куратово, Корткеросе, Печоре.
В 2010 году была официально зарегистрирована как «Автономная некоммерческая организация патриотического воспитания молодежи «Рубеж Севера». Организация имела собственный спортзал, секцию ножевого боя, футбольный клуб и Информационное Агентство.
РС была признана экстремистской и ликвидирована 23 ноября 2016 года с последующим добавлением в Федеральный список экстремистских организаций 26 мая 2017 года.
Руководителем и лидером Рубежа Севера был Алексей Колегов.
Сопредседатель Александр Морозов – был руководителем отделения организации в Воркуте. Ушел из РС по идеологическим разногласиям. Позже возглавил «На страже Руси». Умер в результате самоубийства в 2020 году.
Заместитель председателя Александр Карманов. Позже возглавил «Зырянский Союз». Умер в результате отравления в 2020 году.
Заместитель председателя Алексей Кожемякин. Позже сменил имя на Коловрат.
В январе 2016 года, после ареста Колегова, руководителем был выбран ультраправый блогер Владислав (Филипп) Пластинин. Принял ислам, сменил имя на Иса. Уехал в Чечню.
Количество активных членов организации было около 500 человек.
В качестве символики организация использовала изображение креста на белом фоне или на фоне
имперского флага с буквами «Р» и «С» с двух сторон от креста. «Белый цвет это энергия молодости! Крест символ православного христианства. Буквы РС, означают Рубеж Севера», – сообщалось о значении символики на сайте организации. Строка о христианстве была впоследствии удалена из этой формулировки.

## Идеология
«Рубеж Севера» позиционировал себя как «державно-патриотическое движение, базирующееся 
на общероссийских ценностях политического суверенитета, социальной справедливости и
духовной самобытности» и выступал за построение православной империи.
Организация выступала против «нелегальных мигрантов». РС выступала за легализацию оружия, и проводили митинги на эту тему.
Члены организации также требовали отмены моратория на смертную казнь.
В сентябре 2014 года представители «Рубежа Севера» участвовали в VII Гражданском форуме Республики Коми, на котором говорили о проблемах алкоголизации населения и необходимости борьбы с педофилами.
«Рубеж Севера» неоднократно заявлял, что является противником путинского режима. Уже 
начиная с 2011 года «Рубеж Севера» участвовал в протестных акциях против фальсификации выборов.
«Рубеж Севера» занимал антивоенную позицию и выступил против проекта «Новороссия». Еще в декабре 2013 года лидер организации ездил в Киев на Евромайдан. Известны случаи участия активистов РС непосредственно в боевых действиях в Украине. С 
января 2015 года один из членов «Рубежа Севера» Алексей (Коловрат) Кожемякин воюет на
стороне Украины, в бригаде «Азов».

## История
Организация была основана в мае 2008 года в Республике Коми Алексеем Колеговым и группой
«активных представителей сыктывкарской молодёжи».
В октябре 2009 года в Сыктывкаре состоялся II Национал-патриотический форум, проводимый РС,
на котором выступил лидер Союза национального возрождения (СНВ) Коми Юрий Екишев.

### Участие членов организации в патрулировании улиц
Активисты РС участвовали в патрулировании улиц и позиционировали себя как добровольных
помощников полиции. В октябре 2008 года РС заявлял о намерении собирать группу «помощников
участковых» и проводить совместные рейды с милицией. В июне 2009 года «Рубеж Севера»
заявлял, что активисты организации начали патрулировать улицы Сыктывкара совместно с
милицией, чтобы «защищать горожан от гопников». В ноябре 2010 года, после убийства группой
хулиганов сыктывкарского студента, Колегов в своем «Живом журнале» вновь актуализировал
тему необходимости создания «народных дружин» для патрулирования улиц.
16 декабря 2010 года «добровольные народные дружины» (ДНД) начали
патрулировать улицы, в их число вошло близкое к «Рубежу Севера» движение «Ведущие Россию
вперед» Геннадия Лунгора.
«Рубеж Севера» проводил громкие акции в своем регионе.
В первую очередь «Рубеж Севера» участвовал практически во всех традиционных акциях русских
националистов. Так, члены РС организовывали в Коми Русские марши и участвовали в них с 2008 по 2015 год. Иногда они участвовали и в Русских Первомаях, а в 2014 году Колегов приезжал и выступал на Русском Первомае в Москве.
С начала существования РС участвовал и проводил акции с антимигрантской повесткой. Так, 15
апреля 2009 года активисты из «Рубежа Севера» пикетировали «Монди Сыктывкарский лесопромышленный комплекс», где призывали к национализации предприятия и обвиняли руководство лесопромышленного комплекса в том, что оно берет на работу нелегальных мигрантов.
В январе 2011 года члены РС пытались присоединиться к протестующим против вырубки
лесопарковой зоны по улице Димитрова и пришли на встречу местных жителей с администрацией
Сыктывкара.
После убийства Егора Свиридова и событий на Манежной площади в Москве в конце 2010 года  «Рубеж Севера» заявил, что планирует проводить ежемесячные акции «Стратегия-11». Смысл  этой стратегии заключался в том, чтобы 11 числа каждого месяца в крупных городах Республики  Коми собирать «народные сходы» на центральных площадях города. 12 августа 2011 года после потасовки с сотрудниками милиции на одной из акций в рамках «Стратегии-11» мировой суд в Сыктывкаре приговорил двоих активистов РС к 7 суткам ареста за неповиновение сотрудникам правоохранительных органов и к штрафу за несанкционированное пикетирование, а Колегова – к 12 суткам ареста. 11 декабря 2011 года, в годовщину событий на Манежной площади, правоохранительные органы Сыктывкара пресекли попытку активистов «Рубежа Севера» собраться на акцию памяти Егора Свиридова. Собравшихся у часов Центрального стадиона попросили разойтись или провести пикет на улице Лесопарковой.

### Акции против иноверцев
РС позиционировал себя как православную организацию, и борьба с «иноверцами» стала одним из приоритетных направлений их деятельности. Так, они активно боролись со строительством мечети в районе Лесозавод. В ноябре 2009
года РС и другие националистические организации провели сбор подписей против строительства
культового сооружения. Летом 2010 года активист РС Юрий Авдошкин («Юра Стоп»)сделал
репортаж о найденном на территории будущей стройки месте, где зарыта голова свиньи. Об этом
он узнал из видеозаписи с диска, который попал в распоряжение РС.
В сентябре 2010 года Алексей Колегов вновь провел в Лесозаводе «народный сход» против
строительства мечети. А в ночь с 20 на 21 сентября был подожжен домик рабочих на месте
строительства мечети. В январе 2011 года Сыктывкарский городской суд признал сход
несанкционированным пикетом и оштрафовал Колегова как организатора на одну тысячу рублей.
РС боролся не только с мусульманами. В августе 2011 года «Рубеж Севера» пытался сорвать концерты группы христиан-евангелистов (пятидесятников). 23 апреля 2013 года Алексей Колегов сорвал одиночный пикет в поддержку объявившего голодовку пастора церкви «Божья слава» Павла Дудина. В мае того же года Колегов был оштрафован за это на пять тысяч рублей.

### Акции против «гей-пропаганды» и за «традиционные ценности»
Члены РС оказались активными и в борьбе с т.н. «гей-пропагандой». В марте 2011 года на сайте
«Рубежа Севера» была объявлена «неделя против гей-пропаганды».
В апреле 2013 года вместо анонсированного общественниками гей-парада националисты провели
митинг и шествие «в защиту семейных ценностей». Несмотря на то, что власти Сыктывкара дали
разрешение только на митинг в Мичуринском парке, активисты РС прошли с флагами и плакатами
по центральным улицам города, добрались до Кировского парка, где провели митинг.

### Борьба с педофилами
РС был активен и в нападениях на предполагаемых педофилов в духе проекта «Оккупай-педофиляй» Максима Марцинкевича. Алексей Колегов сообщил
на сайте РС о том, что «за несколько месяцев схвачено и выявлено около 15 педофилов».
Появилась группа «охотников на педофилов», проводившая рейды в Сыктывкаре и окрестностях.
Одним из активнейших участников был Александр Карманов. В конце августа 2013 года во время
одного из рейдов его задержала полиция. Однако через два дня Карманов был отпущен, а в
декабре был оправдан судом.
В апреле 2014 года в Москве Алексей Колегов встретился с руководителем общественной организации «Реструкт» Денисом Логиновыми договорился об открытии филиала в Сыктывкаре. С сентября 2014 года личные данные, фото, видео размещались на сайте «Рубежа Севера».

### Участие в оппозиционных акциях
Уже в 2011 году националисты из «Рубежа Севера» присоединились к протестным акциям против
фальсификации выборов. Так, в декабре 2011 года в рамках митинга «За честные выборы» в Сыктывкаре РС организовал отдельную акцию под имперским флагом. В 2012 году РС проводил митинг «против нечестных выборов», получив разрешение от администрации Сыктывкара. В июне 2012 года «Рубеж Севера» присоединился к акции протестов «Марш миллионов» против инаугурации Владимира Путина: к дате марша Колегов приурочил
чтение своих стихов, посвященных норвежскому националисту Андерсу Брейвику.

### Акции в связи с войной с Украиной
В сентябре 2014 года «Рубеж Севера» участвовал в митинге против войны в Украине, на котором
Алексею Колегову как человеку с мегафоном удалось выступить в роли главного модератора
мероприятия. В апреле 2015 года памятник Ленину на Стефановской площади Сыктывкара раскрасили желтой и голубой краской – цветами украинского флага..
Впоследствии Колегова и его соратников судили по обвинению в этом правонарушении.

### Уголовное преследование
Члены «Рубежа Севера» неоднократно становились фигурантами уголовных и административных
дел. Помимо упомянутых выше, известны еще несколько случаев.
1 сентября 2009 года активист «РС» Евгений Турубанов был приговорен к 120 часам
исправительных работ за рисование свастик и нацистских граффити на стенах домов и на здании
школы.
29 апреля 2015 года в Сыктывкаре был арестован Колегов. Приблизительно в то же время
арестовали и нескольких его соратников. Все они были помещены в СИЗО Сыктывкара. В октябре
2015 года трем участникам РС, включая Колегова, было предъявлено обвинение по ч. 2 ст. 214 УК
(вандализм, совершенный группой) за покраску памятника Ленину в 
апреле 2014 года. Помимо этого, Колегова и пятерых его соратников обвиняли по п.п. «д», «е» и
«з» ч. 2 ст. 117 УК (истязания, совершенные с применением пыток, организованной группой, по 
мотиву ненависти или вражды в отношении определенной социальной группы), ч. 1 ст. 119 (угроза убийством) и ч. 4 ст. 150 УК (вовлечение несовершеннолетних в совершение преступлений в составе преступной группы, а
также совершение преступлений по мотиву ненависти или вражды в отношении определенной
социальной группы). Речь идет о деятельности членов РС в 2014 году «против лиц нетрадиционной сексуальной ориентации», в том числе в рамках проекта «Оккупай-педофиляй». 8 декабря 2015 года Сыктывкарский городской суд приговорил Колегова к 4 годам лишения свободы с отбыванием наказания в колонии общего режима. Он вышел на свободу в сентябре 2017 года.

### Прекращение деятельности
Более чем через полгода после ареста Колегова, в январе 2016 года, новым председателем
«Рубежа Севера» был выбран журналист Владислав (Филипп) Пластинин. А 23 ноября того же 
года организация «Рубеж Севера» была ликвидирована решением Сыктывкарского городского
суда. 26 мая 2017 года «Рубеж Севера» был добавлен в Федеральный список экстремистских организаций, опубликованный на сайте
Министерства юстиции, под п. 60.